# Gare de Mitsuishi
La gare de Mitsuishi (三石駅, Mitsuishi-eki) est une gare ferroviaire localisée dans la ville de Bizen, dans la préfecture d'Okayama au Japon. La gare est exploitée par la compagnie JR West, sur la Ligne Sanyō.

## Situation ferroviaire
Établie à 99 mètres d'altitude, la gare de Mitsuishi est située au point kilométrique (PK) 102.4 de la ligne Sanyō. Elle est la gare la plus orientale que gère la branche JR West d'Okayama.

## Histoire
La gare fut ouverte le 1er décembre 1890 par la compagnie ferroviaire Sanyo. De 1891 à 1983, la gestion du fret était également effectuée dans cette gare. Depuis le 1er juin 2016, la gare n'a plus de personnel en gare.
En 2014, la fréquentation journalière de la gare était de 187 personnes。
| 2010 | 2011 | 2012 | 2013 | 2014 |
| 214  | 212  | 196  | 194  | 187  |

## Service des voyageurs

### Accueil
C'est une halte sans service et sans personnel depuis le 1er juin 2016.

### Desserte
La gare de Mitsuishi  est une gare disposant d'un quai  et de deux voies. La desserte est effectuée par des trains locaux.
| N° de voie | Ligne   | Direction        |
| ---------- | ------- | ---------------- |
| 1          | S Sanyō | Aioi - Himeji    |
| 2          | S Sanyō | Okayama - Mihara |

### Intermodalité
Un arrêt de bus est également disponible près de la gare, mais le service est suspendu le dimanche.